# Альберт Коутс
А́льберт Карлович Ко́утс (англ. Albert Coates; 23 квітня 1882, Санкт-Петербург — 11 грудня 1953, Мілнертон, поблизу Кейптауна) — англійський диригент і композитор.

## Життєпис
Альберт Коутс народився в Санкт-Петербурзі, в змішаній родині (батько англієць, мати росіянка).
Навчався в університеті Ліверпуля, з 1902 року — в Лейпцизькій консерваторії (клас віолончелі Ю. Кленгеля, клас фортеп'яно Р. Тейхмюллера). Був асистентом і учнем диригента Артура Нікіша в оркестрі «Гевандгауза». Диригував в оперних театрах різних німецьких міст: в 1906—1908 в Ельберфельді, в 1908 в Дрездені, в 1910 в Мангаймі.
У 1911—1917 рр. був головним диригентом Маріїнського театру (вперше виступив в ньому 1907 року). Вистави під керуванням Коутса в Петербурзі — «Хованщина» і «Борис Годунов» М. П. Мусоргського (обидві 1911), «Казка про царя Султана» (1915) і «Кітеж» (1918) М. А. Римського-Корсакова за участі видатних співаків, зокрема Ф. І. Шаляпіна, — мали великий суспільний резонанс.
У 1914 році Коутс дебютував в «Ковент-Гардені» (Лондон; диригував оперою «Трістан і Ізольда» Ріхарда Вагнера). Після приходу більшовиків до влади в Росії емігрував до Великої Британії в квітні 1919. У 1919—1922 очолював Лондонський симфонічний оркестр, з яким здійснив прем'єрні виконання Другої симфонії Р. Воана-Вільямса (2-га ред., 1920) і сюїти «Планети» Г. Голста (1920). В 1922—1925 був художнім керівником Міжнародного музичного фестивалю в Лідсі (Велика Британія). У 1920-ті роки гастролював по Європі і в СРСР, де виконував в тому числі твори «емігранта» С. В. Рахманінова. У 1923—1925 рр. викладав в Істменській школі музики і керував (спільно з Ю. Гуссенсом) Рочестерським філармонічним оркестром. 1931 року гастролював в Німецькій державній опері (Берлін), в 1935 диригував Віденським філармонічним оркестром.
З 1946 року жив у Південній Африці, керував симфонічними оркестрами Йоганнесбурга і Кейптауна, викладав в Кейптаунському університеті (тут нині зберігається великий архів Коутса).
Коутс вважається одним з найбільших світових інтерпретаторів і пропагандистів російської музики. Уже в 1921 році він здійснив аудіозапис «Поеми екстазу» А. М. Скрябіна. У 1926 році він продиригував світовою прем'єрою «Кітежа» Римського-Корсакова (Театр «Лісеу», Барселона). Вперше у Великій Британії диригував Четвертим фортеп'янним концертом Рахманінова і Третім фортеп'янним концертом С. С. Прокоф'єва (в обох випадках виконували соло автори творів). У 1930 році вперше здійснив аудіозапис Третього фортеп'янного концерту Рахманінова (соліст — В. Горовіц). Продовжував пропагувати російську музику і в Південній Африці, де вперше (з місцевими симфонічними оркестрами) виконував музику О. К. Глазунова , А. М. Скрябіна , М. І. Глінки та інших російських композиторів.
Також писав музику. Серед його творів опери «Samuel Pepys» і «Піквік», концерт для фортеп'яно з оркестром, симфонічний вірш «Орел» («The Eagle») пам'яті Нікіша (прем'єра відбулася в Лідсі, 1925).